# Mirosław Waligóra
Mirosław Andrzej Waligóra (* 4. Februar 1970 in Krakau) ist ein ehemaliger polnischer Fußballspieler. Er besitzt neben dem polnischen auch den belgischen Pass.

## Vereinskarriere
Mirosław Waligóra spielte in Polen für Hutnik Kraków und wechselte 1994 nach Belgien zu SK Lommel. Hier spielte er neun Saisons lang und dann auch noch fünf Saisons für den Nachfolgeverein KVSK United. Seine Karriere beendete er beim belgischen Provinzklub FC Verbroedering Meerhout.

## Nationalmannschaft
Waligóra spielte nie für die polnische Nationalmannschaft. Allerdings absolvierte er insgesamt 17 Spiele für die polnische Olympiaauswahl und gewann bei den Olympischen Spielen 1992 in Barcelona die Silbermedaille.

## Erfolge
- Torschützenkönig der Polnischen Ekstraklasa (1992)
- Olympische Silbermedaille (1992)